# Yuria Sasaki
Yuria Sasaki (佐々木 ユリア Sasaki Yuria?, nacida el 30 de mayo de 2003 en Japón) es una futbolista japonesa. Juega de mediocampista en Boca Juniors de la Primera División Femenina de Argentina.

## Trayectoria
Comenzó a jugar a los 6 años en la escuela de fútbol de Boca en Japón, influenciada por su hermano mayor. Jugó de manera amateur en el Shibuya East JFC, Urawa Red Diamonds Ladies y en el club de fútbol de la Universidad de Keio. En 2023, se tomó una licencia de la universidad para jugar de manera profesional en el Essendon Royals de Australia. Tras terminar la temporada, tuvo que decidir si seguir en la universidad o seguir en el fútbol, sin embargo no quería seguir en Australia.En ese momento, gracias a Sergio Ariel Escudero y su agente, logró hacer prácticas en Boca Juniors de Argentina y firmó contrato.